# Andrew Dominik
Andrew Dominik (Wellington, Nueva Zelanda; 7 de octubre de 1967) es un director de cine australiano nacido en Nueva Zelanda.

## Biografía
A los dos años su familia se trasladó a Australia, donde se graduó en la Melbourne's Swinburne Film School en 1988.
Su carrera en el cine comenzó en el año 2000 cuando dirigió la película Chopper, basada en el famoso criminal australiano Mark Brandon Read, protagonizada por Eric Bana y Vince Colosimo. Chopper recibió buenas críticas y Bana fue premiado por su retrato de Chopper.
Su siguiente film fue El asesinato de Jesse James por el cobarde Robert Ford, con las actuaciones de Brad Pitt y Casey Affleck. A pesar de haber sido terminada en 2006, el estreno de la película se retrasó y finalmente se estrenó en 2007. La película narra la relación entre el bandido Jesse James y su futuro asesino Robert Ford de una forma poética y melancólica. Según los parientes y familiares de James, es la película más rigurosa y fiel a la historia de todas que se han hecho sobre el bandido. La película originalmente tenía una duración de cuatro horas pero el estudio obligó a Dominik a recortarla hasta dos horas y 40 minutos quedando muchas escenas fuera. La película estuvo nominada a dos Óscar, uno por la fotografía y otro por la interpretación de Casey Affleck; Brad Pitt fue galardonado con la Copa Volpi a mejor actor en el Festival Internacional de Cine de Venecia (donde se visionó la película de cuatro horas). 
El 15 de noviembre de 2007 se casó con la actriz Robin Tunney.
En 2022, Dominik llevó a cabo un biopic ficticio sobre la vida de Marilyn Monroe, llamado Blonde, con Ana de Armas como protagonista principal.

## Filmografía
- Chopper (2000)
- El asesinato de Jesse James por el cobarde Robert Ford (2007)
- Killing Them Softly (2012)
- One More Time with Feeling (2016)
- Blonde (2022)
- Bono: Stories of Surrender (2025)

## Premios
- Mejor Director, AFI Awards, 2000
- Mejor Director revelación, IF Awards, 2000
- Mejor Director, Film Critics Circle of Australia Awards, 2000
- Nominado a Mejor Director en el Festival de Cine de Venecia, 2007
- Mejor Western, Western Writers of America, 2007

- Datos: Q504503
- Multimedia: Andrew Dominik / Q504503